# Списак генерала и адмирала Југословенске војске: Ј
Списак генерала и адмирала Југословенске војске (ЈВ) чије презиме почиње на слово Ј, за остале генерале и адмирале погледајте Списак генерала и адмирала Југословенске војске.
напомена:
Генералски, односно адмиралски чинови у ЈВ су били — војвода, армијски генерал (адмирал), дивизијски генерал (вице-адмирал) и бригадни генерал (контра-адмирал). 

### Ј
- Малеш Јаковљевић (1886—1955), судски генерал. Избегао заробљавање 1941. године, после рата није наставио службу.
- Фердинанд Јанеж (1886—1957), артиљеријски бригадни генерал. Избегао заробљавање 1941. године, после рата није наставио службу.
- Божидар Јанковић (1849—1920), генерал. Преминуо на дужности.
- др Божидар Јанковић (1880—1936), санитетски бригадни генерал. Преминуо на дужности.
- Милојко Јанковић (1884—1973), армијски генерал. Одведен у заробљеништво 1941. године, после рата није наставио службу. Пензионисан 1946.
- Радивоје Јанковић (1889—1949), дивизијски генерал. Одведен у заробљеништво 1941. године, после рата није наставио службу.
- Милан Јечменић (1880—1953), армијски генерал. Активна служба у ВКЈ престала му је 1939.
- др Вацлав Јелинек (1883—1961), санитетски бригадни генерал. Током рата 1944. реактивиран у ЈА са чином генерал-мајор. Пензионисан 1946.
- Милоје Јелисијевић (1876—1938), пешадијски бригадни генерал. Преминуо на дужности.
- Драгољуб Јеремић (1874—1941), пешадијски бригадни генерал. Активна служба у ВКЈ престала му је 1927.
- Богдан Јевтовић (1887—?), коњички бригадни генерал. Избегао заробљавање 1941. године, после рата није наставио службу.
- Бранко Јовановић (1868—1921), генерал. Преминуо на дужности.
- Божидар Јовановић (1886—1960), дивизијски генерал. Одведен у заробљеништво 1941. године, после рата није наставио службу.
- Глигорије Јовановић (1881—1954), пешадијски бригадни генерал. Активна служба у ВКЈ престала му је 1931. Преведен у резерву. Одведен у заробљеништво 1941. године, после рата није наставио службу.
- Ђорђе Јовановић (1890—1964), ваздухопловно-технички бригадни генерал. Одведен у заробљеништво 1941. године, после рата наставио службу у ЈНА са чином генерал-мајор. Пензионисан 1952.
- др Емил Јовановић (1862—?), санитетски генерал. Активна служба у ВКЈ престала му је 1927.
- Иван Јовановић (1881—1953), коњички бригадни генерал. Одведен у заробљеништво 1941. године, после рата није наставио службу.
- Јован А. Јовановић (1871—1946), судски бригадни генерал. Активна служба у ВКЈ престала му је 1930. Преведен у резерву.
- Јован М. Јовановић (1877—1941), дивизијски генерал. Активна служба у ВКЈ престала му је 1938. Одведен у заробљеништво 1941. године.
- Владимир Јовановић (1870—1934), судски генерал. Активна служба у ВКЈ престала му је 1929.
- Живота Јовановић (1893—1969), интендантски бригадни генерал. Одведен у заробљеништво 1941. године, после рата није наставио службу.
- Милан Јовановић (1875—1942), дивизијски генерал. Активна служба у ВКЈ престала му је 1935.
- Милош Јовановић (1877—1950), армијски генерал. Активна служба у ВКЈ престала му је 1933. Преведен у резерву. Одведен у заробљеништво 1941. године, после рата није наставио службу.
- Мирослав Јовановић (1891—1970), пешадијски бригадни генерал. Избегао заробљавање 1941. године, после рата није наставио службу.
- Михаило Јовановић (1877—1939), дивизијски генерал. Активна служба у ВКЈ престала му је 1929.
- Радомир Јовановић (1878—?), артиљеријски бригадни генерал. Активна служба у ВКЈ престала му је 1933. Преведен у резерву.
- Чедомир К. Јовановић (1882—?), дивизијски генерал. Одведен у заробљеништво 1941. године, после рата није наставио службу.
- Чедомир Т. Јовановић (1876—1965), дивизијски генерал. Одведен у заробљеништво 1941. године, после рата није наставио службу.
- Јовица Јовичић (1877—1949), дивизијски генерал. Активна служба у ВКЈ престала му је 1925. Преведен у резерву.
- Миливоје Јоксимовић (1879—1973), артиљеријски-технички генерал. Активна служба у ВКЈ престала му је 1930. Реактивиран 1934. Пензионисан 1937.
- Никола Јорговановић (1875—1942), пешадијски бригадни генерал. Активна служба у ВКЈ престала му је 1927.
- Ђорђе Јорговић (1883—1944), инжињеријско-технички бригадни генерал. Ражалован губитком чина и пензије током службе 1938.
- Боривоје Јосимовић (1892—1955), генералштабни бригадни генерал. Одведен у заробљеништво 1941. године, после рата није наставио службу.
- Ђурђе Јосифовић (1868—1941), пешадијски бригадни генерал. Активна служба у ВКЈ престала му је 1927.
- Павле Јуришић Штурм (1848—1922), генерал. Активна служба у ВКЈ престала му је 1921.
- Пантелија Јуришић (1881—1960), армијски генерал. Активна служба у ВКЈ престала му је 1940. Реактивиран 1941. Одведен у заробљеништво 1941. године, после рата није наставио службу.